# Saint-Bauzile, Ardèche
Saint-Bauzile là một xã ở tỉnh Ardèche, vùng Auvergne-Rhône-Alpes ở đông nam nước Pháp.